# Bělogradčiská pevnost
Bělogradčiská pevnost (bulharsky: Белоградчишка крепост), také známá pod tureckým označením Kaleto (Калето), je pevnost s kořeny v římské éře, jejíž současná zčásti dochovaná podoba pochází ze 14. století. Nachází se na severních svazích pohoří Stara planina v severní části Bulharska, nedaleko města Belogradčik. Je to jedna z nejzachovalejších pevností v Bulharsku, kulturní památka národního významu a jedna z hlavních turistických atrakcí. Pevnost má celkovou plochu 10 210 metrů čtverečních. Její hradby jsou v základech silné přes 2 metry a dosahují výšky až 12 metrů. Existují tři samostatné opevněné dvory, které jsou vzájemně propojeny branami. Památku dnes spravuje místní muzeum.

## Dějiny
Původní pevnost byla postavena ve 3. století, v době, kdy byla oblast součástí Římské říše. Skalní útvary sloužily jako přirozená ochrana, proto opevněné zdi byly budovány pouze ze severozápadu a jihovýchodu, z ostatních stran byl dvůr obklopen skalami vysokými až 70 metrů. Původně sloužila pevnost spíše jako pozorovatelna, z níž byla kontrolována cesta do města Ulpia Traiana Ratiaria. Podobně ji dlouho užívali i Byzantinci, císař Justinián I. ji i rozšířil, ale slovanská invaze na Balkán v 6. století ji zničila a proměnila v ruinu.
Bulharský car Ivan Stracimir však ve 14. století zbytky staré pevnosti využil, pevnost rozšířil a usadil v ní vojenskou posádku. Během jeho vlády se stala pilířem obranného systému v regionu, hned za carskou hlavní pevností Baba Vida ve Vidinu. V roce 1396 byla Bělogradčiská pevnost nicméně dobyta Osmany. Ti se ji rozhodli také používat proti hajdukům a povstalcům z okolí.
Na počátku 19. století došlo v pevnosti k výrazným změnám. Tyto změny byly typické pro osmanskou hradní architekturu té doby, přesto si pevnost zachovala spíše evropský charakter, a to díky francouzským a italským inženýrům v osmanských službách, kteří přestavbu řídili. Pevnost měla důležitou roli při osmanském potlačení bělogradčiského povstání v roce 1850. Naposledy byla vojensky využita během srbsko-bulharské války roku 1885.